# Nanar, Jujube e Piette
Nanar, Jujube e  Piette è una serie di fumetti francese creata da Marcel Gotlib nel 1962 e pubblicata su Vaillant. La striscia è apparsa prima con il titolo di Nanar et Jujube, poi con quello di Nanar, Jujube et Cie. La serie durò fino al 1965, quando un personaggio inizialmente secondario, Gai-Luron, divenne il personaggio principale, con il conseguente ridenominazione della serie.

## Storia
È sul quotidiano Vaillant, n. 906, del 23 settembre 1962 che compaiono i nuovi personaggi di Nanar e Jujube, disegnati da Garm. I personaggi sono Nanar, il ragazzo faceto, Jujube, la volpe maliziosa, oltre a Basile e Blaise, gli zii di Nanar, che però scompaiono abbastanza rapidamente. Nel 1963 appare Piette, la cagna del racconto, e la viene poi ribattezzata Nanar, Jujube e Piette, gli altri personaggi sono padre Laglume, un contadino locale, e il signor Joachim, poeta e artista stravagante.
Nel 1964 Gotlib crea nuovi personaggi secondari: i Jujubillons, cuccioli di volpe, figli di Jujube, e Gai-Luron, un cane apatico e inespressivo ispirato a Droopy. La serie si concentra rapidamente su Jujube e Gai-Luron, che vengono antropomorfizzati, mentre gli altri personaggi scompaiono gradualmente. Essendo Nanar e Piette diventati tirapiedi secondari, la serie scomparve nel dicembre 1965 per essere sostituita da Jujube e Gai-Luron, dove solo Jujube rimase presente contro Gai-Luron.
L'ultima doppia tavola di Nanar, Jujube et Piette, pubblicata il 5 dicembre 1965, mostra Jujube che cerca di mostrare il suo talento comico a Gai-Luron con scherzi grossolani (prima tavola), poi i due compagni si recano a una riunione con la redazione di Vaillant. Jujube pensava che il suo contratto sarebbe stato rinegoziato, ma si scoprì che la convocazione era per Gai-Luron, il quale, uscendo dalla riunione, annunciò a uno sbalordito Jujube che dalla settimana successiva la serie si sarebbe chiamata Jujube et Gai-Luron, con Gai-Luron come comico e Jujube solo per fare da contrappunto serio. Nel 1967, la serie fu ribattezzata Gai-Luron (poi, nel 1969, Gai-Luron ou la joie de vivre). Gai-Luron ha quindi preso il posto di Jujube, che scompare dalle illustrazioni.

## Album
- Nanar, Jujube et Piette, Gotlib, éditions Glénat, 2006.